# Adam Irigoyen
Adam Irigoyen (ur. 5 sierpnia 1997 w Miami) – amerykański aktor, piosenkarz, raper i tancerz, znany głównie z serialu Taniec rządzi produkcji Disney Channel.

## Życiorys
Aktor rozpoczął swoją karierę w wieku 11 lat, reklamując i grając w serialach Disney Channel m.in. Czarodzieje z Waverly Place. Od 2010 wciela się w postać Deuce'a w serialu Disney Channel Taniec rządzi.
26 grudnia 2011 odebrał klucz do miasta Północne Miami Beach od burmistrza George'a Valleja.
Jego rodzice: matka Annie (jest kubańskiego pochodzenia) i ojciec Eric są nauczycielami. Ma młodszego brata Jake'a.

## Filmografia
- 2009: Czarodzieje z Waverly Place – sumienie sumienia (odc. A Night at the Lazerama)
- od 2010 do 2013: Taniec rządzi – Deuce Martinez (główna rola)
- 2011: Powodzenia, Charlie! – Deuce Martinez (crossover z serialem Taniec rządzi)
- 2011: Zapping Zone – on sam (gość)
- 2011: Peter Punk – Tito (gościnna rola)
- 2012: Whitney
- 2014: Dwie spłukane dziewczyny - Hector (gościnna rola)
- 2015: Underdog Kids - Wyatt Jones
- 2015: Growing Up and Down - Pete (główna rola)